# Citharinops distichodoides
Citharinops distichodoides is een straalvinnige vissensoort uit de familie van de ruitzalmen (Citharinidae). De wetenschappelijke naam van de soort is voor het eerst geldig gepubliceerd in 1919 door Pellegrin.